# 东湖街道 (鹰潭市)
东湖街道，是中华人民共和国江西省鹰潭市月湖区下辖的一个乡镇级行政单位。

## 行政区划
东湖街道下辖以下地区：
双水坑社区、三角线社区、沙塘石社区、香山社区、南站社区、平安路社区、地勘一队社区、洪门电厂社区、铁十一局三处社区、高桥社区、嘉鹰社区和天洁社区。